# Sergio González (Fußballspieler, 1950)
Sergio Osvaldo González Rivadeneira (* 9. September 1950 in María Elena) ist ein ehemaliger chilenischer Fußballspieler. Der Stürmer wurde auf Vereinsebene 1976 chilenischer Meister. 

## Karriere
Sergio González, auch Charola genannt, begann seine Karriere 1967 bei Unión San Felipe und wechselte nach zwei Jahren zu Deportes Antofagasta. Dort blieb der Offensivakteur wie bei den meisten anderen Karrierestationen nur ein Jahr. Länger spielte er nur bei Audax Italiano (1973 bis 1974), Everton (1975 bis 1979) und Deportes Melipilla (1981 bis 1982). Größter Erfolg seiner Karriere, die er 1985 beendete, war die Meisterschaft 1976 mit Everton.

## Erfolge
Everton
- Primera División: 1976